# Saal an der Donau
Saal an der Donau, Saal a.d.Donau – miejscowość i gmina w Niemczech, w kraju związkowym Bawaria, w rejencji Dolna Bawaria, w regionie Ratyzbona, w powiecie Kelheim, siedziba wspólnoty administracyjnej Saal an der Donau. Leży około 5 km na wschód od Kelheim, nad rzeką Dunaj, przy drodze B16 i linii kolejowej Ingolstadt – Ratyzbona.

## Dzielnice
W skład gminy wchodzą następujące dzielnice: 
- Buchhofen
- Reißing
- Mitterfecking
- Peterfecking
- Oberfecking
- Einmuß
- Seilbach
- Oberschambach
- Unterschambach
- Oberteuerting
- Unterteuerting
- Kleinberghofen
- Felsenhäusl